# Riosa
Riosa é um concelho (município) da Espanha, na província e Principado das Astúrias. Tem 46,49 km² de área e em 2019 tinha 1 836 habitantes (densidade: 39,5 hab./km²). Pertence à comarca de Oviedo e limita com os municípios de Morcín, Mieres, Lena e Quirós.